# Judo ai Giochi della XVIII Olimpiade - 68 kg maschile
La competizione della categoria 68 kg di Judo ai Giochi della XVIII Olimpiade si è svolta il giorno 20 ottobre 1964alla arena Nippon Budokan a  Tokyo.

## Formula torneo
Nel turno preliminare i 25 judokas sono stati divisi in otto gironi. I vincitori ammessi ai quarti di finale. Ai perdenti della semifinale è stata assegnata la medaglia di bronzo.

## Risultati

### Turno preliminare

#### Gruppo 1
| Vincitore      | Sconfitto             | Risultato |
| -------------- | --------------------- | --------- |
| Karl Reisinger | Matthias Schiessleder | Kinsa     |
| Paul Maruyama  | Karl Reisinger        | Awasewaza |
| Paul Maruyama  | Matthias Schiessleder | Awasewaza |

| Atleta                | Vittorie |
| --------------------- | -------- |
| Paul Maruyama         | 2        |
| Karl Reisinger        | 1        |
| Matthias Schiessleder | 0        |

#### Gruppo 2
| Vincitore         | Sconfitto            | Risultato |
| ----------------- | -------------------- | --------- |
| Takahide Nakatani | Udom Ratsamelongkorn | Kinsa     |
| Takahide Nakatani | Brian Jacks          | Awasewaza |
| Brian Jacks       | Udom Ratsamelongkorn | Awasewaza |

| Atleta               | Vittorie |
| -------------------- | -------- |
| Takahide Nakatani    | 2        |
| Brian Jacks          | 1        |
| Udom Ratsamelongkorn | 0        |

#### Gruppo 3
| Vincitore     | Sconfitto      | Risultato             |
| ------------- | -------------- | --------------------- |
| Brian Dalton  | Seo Sang-Cheol | Kinsa                 |
| Oleg Stepanov | Brian Dalton   | Kinsa                 |
| Oleg Stepanov | Seo Sang-Cheol | Udehishigi-Jujigatame |

| Atleta         | Vittorie |
| -------------- | -------- |
| Oleg Stepanov  | 2        |
| Brian Dalton   | 1        |
| Seo Sang-Cheol | 0        |

#### Gruppo 4
| Vincitore         | Sconfitto         | Risultato              |
| ----------------- | ----------------- | ---------------------- |
| Bruno Carmeni     | Chang Won-Ku      | Kinsa                  |
| Gaston Lesturgeon | Bruno Carmeni     | Wazaari ni Chikai Waza |
| Chang Won-Ku      | Gaston Lesturgeon | Wazaari ni Chikai Waza |
| Chang Won-Ku      | Gaston Lesturgeon | Kinsa                  |

| Atleta            | Vittorie |
| ----------------- | -------- |
| Chang Won-Ku      | 2        |
| Gaston Lesturgeon | 1        |
| Bruno Carmeni     | 1        |

#### Gruppo 5
| Vincitore             | Sconfitto             | Risultato    |
| --------------------- | --------------------- | ------------ |
| Gerhard Zotter        | Vicente Uematsu       | Uchimata     |
| Oscar Hugo Karpenkopf | René Arredondo        | Okurierijime |
| René Arredondo        | Vicente Uematsu       | Kinsa        |
| Gerhard Zotter        | Oscar Hugo Karpenkopf | Kesagatame   |
| Vicente Uematsu       | Oscar Hugo Karpenkopf | Fusen-Gachi  |
| Gerhard Zotter        | René Arredondo        | Kinsa        |

| Atleta                | Vittorie |
| --------------------- | -------- |
| Gerhard Zotter        | 3        |
| Oscar Hugo Karpenkopf | 1        |
| René Arredondo        | 1        |
| Vicente Uematsu       | 1        |

#### Gruppo 6
| Vincitore      | Sconfitto      | Risultato   |
| -------------- | -------------- | ----------- |
| Eric Hänni     | Aurelio Chu Yi | Uchimata    |
| Aurelio Chu Yi | Stefano Gamba  | Fusen-Gachi |
| Eric Hänni     | Stefano Gamba  | Fusen-Gachi |

| Atleta         | Vittorie |
| -------------- | -------- |
| Eric Hänni     | 2        |
| Aurelio Chu Yi | 1        |
| Stefano Gamba  | 0        |

#### Gruppo 7
| Vincitore       | Sconfitto      | Risultato              |
| --------------- | -------------- | ---------------------- |
| Park Cheong-Sam | André Bourreau | Kaeshiwaza             |
| Park Cheong-Sam | Ronald Ford    | Seoinage               |
| André Bourreau  | Ronald Ford    | Wazaari ni Chikai Waza |

| Atleta          | Vittorie |
| --------------- | -------- |
| Park Cheong-Sam | 2        |
| André Bourreau  | 1        |
| Ronald Ford     | 0        |

#### Gruppo 8
| Vincitore          | Sconfitto          | Risultato             |
| ------------------ | ------------------ | --------------------- |
| Eiam Harssarungsri | Nguyễn Văn Bình    | Wazaari               |
| Ārons Boguļubovs   | Nguyễn Văn Bình    | Hanemakikomi          |
| Ārons Boguļubovs   | Eiam Harssarungsri | Udehishigi-Jujigatame |

| Atleta             | Vittorie |
| ------------------ | -------- |
| Ārons Boguļubovs   | 2        |
| Eiam Harssarungsri | 1        |
| Nguyễn Văn Bình    | 0        |

### Quarti di finale
| Vincitore         | Sconfitto       | Risultato   |
| ----------------- | --------------- | ----------- |
| Takahide Nakatani | Paul Maruyama   | Deashibarai |
| Oleg Stepanov     | Chang Won-Ku    | Sukuinage   |
| Eric Hänni        | Gerhard Zotter  | Uchimata    |
| Ārons Boguļubovs  | Park Cheong-Sam | Wazaari     |

### Semifinali
| Vincitore         | Sconfitto        | Risultato |
| ----------------- | ---------------- | --------- |
| Takahide Nakatani | Oleg Stepanov    | Awasewaza |
| Eric Hänni        | Ārons Boguļubovs | Kinsa     |

### Finale
| Vincitore         | Sconfitto  | Risultato |
| ----------------- | ---------- | --------- |
| Takahide Nakatani | Eric Hänni | Awasewaza |

## Classifica Finale
| Pos.    | Atleta                | Nazione          |
| ------- | --------------------- | ---------------- |
| Oro     | Takahide Nakatani     | Giappone         |
| Argento | Eric Hänni            | Svizzera         |
| Bronzo  | Oleg Stepanov         | Unione Sovietica |
| Bronzo  | Ārons Boguļubovs      | Unione Sovietica |
| 5       | Paul Maruyama         | Stati Uniti      |
| 5       | Chang Won-Ku          | Taiwan           |
| 5       | Gerhard Zotter        | Austria          |
| 5       | Park Cheong-Sam       | Corea del Sud    |
| 9       | Karl Reisinger        | Austria          |
| 9       | Brian Jacks           | Gran Bretagna    |
| 9       | Brian Dalton          | Australia        |
| 9       | Gaston Lesturgeon     | Francia          |
| 9       | René Arredondo        | Messico          |
| 9       | Vicente Uematsu       | Filippine        |
| 9       | Aurelio Chu Yi        | Panama           |
| 9       | André Bourreau        | Francia          |
| 9       | Eiam Harssarungsri    | Thailandia       |
| 9       | Oscar Hugo Karpenkopf | Argentina        |
| 19      | Bruno Carmeni         | Italia           |
| 19      | Matthias Schiessleder | Germania         |
| 19      | Udom Ratsamelongkorn  | Thailandia       |
| 19      | Seo Sang-Cheol        | Corea del Sud    |
| 19      | Ronald Ford           | Australia        |
| 19      | Nguyễn Văn Bình       | Vietnam          |
| 19      | Stefano Gamba         | Italia           |